# Адінкра

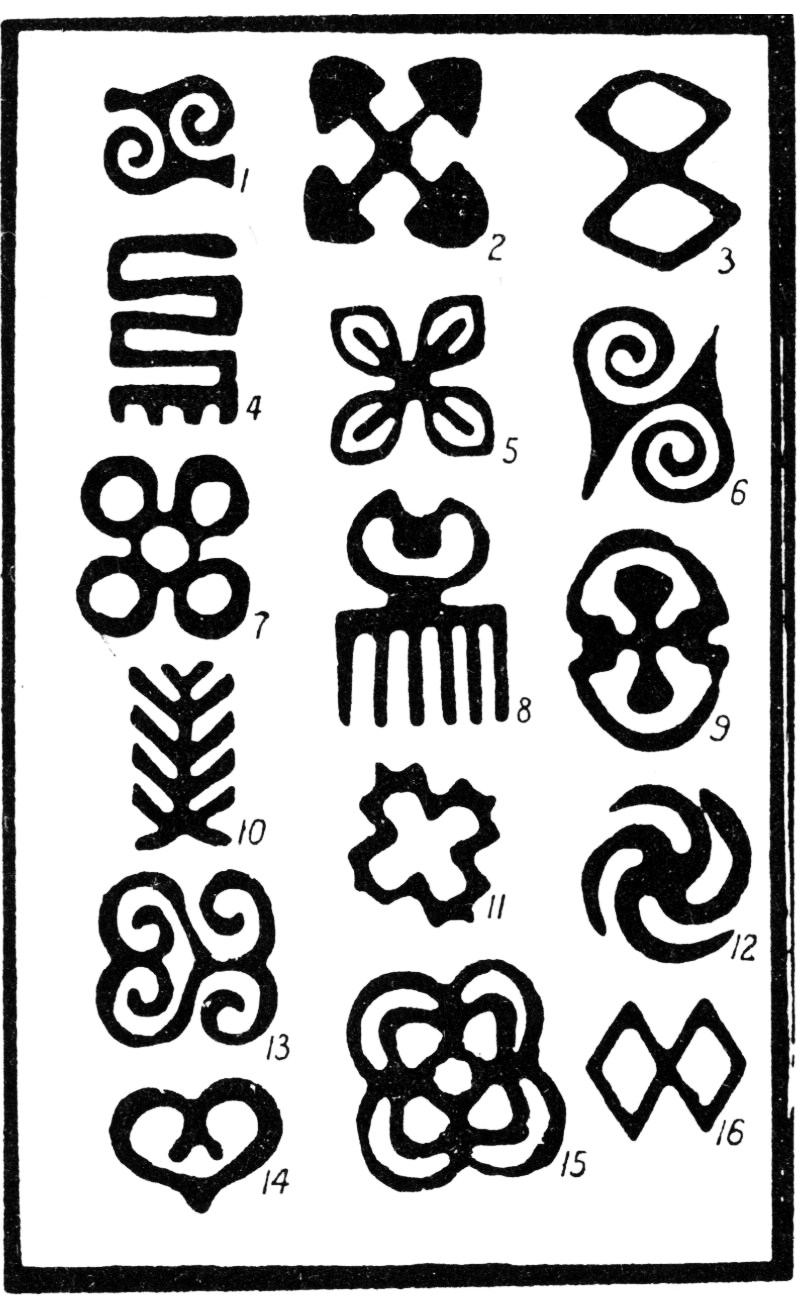
Зразки символів адінкра — з книги Robert Sutherland Rattray, 1927

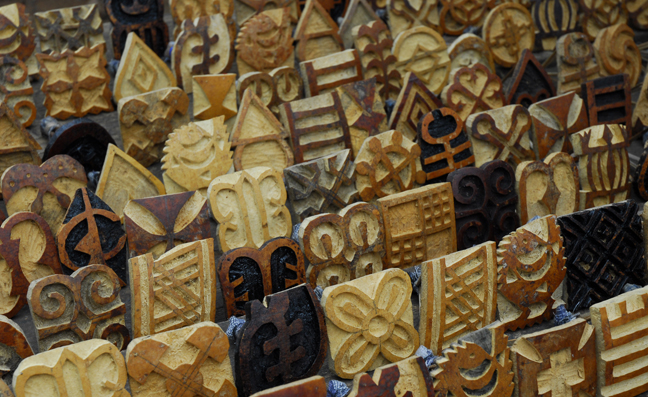
Штампи з символами адінкра з Нтонсо.

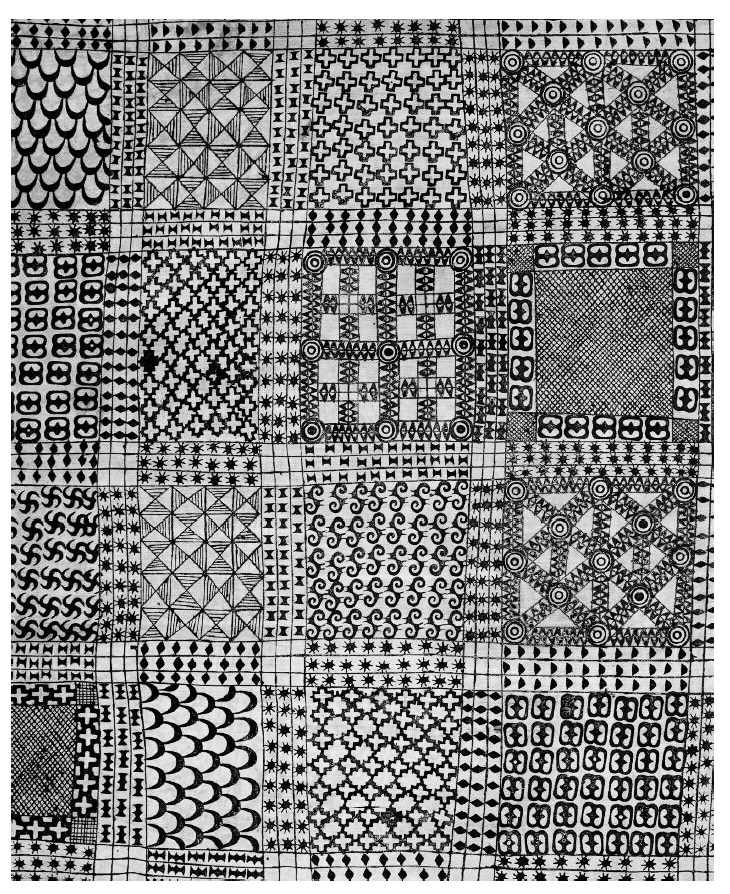
1817 Адінкра на тканині

Адінкра — набір піктографічних символів, традиційних для групи народів ашанті. Кожен символ є поняттям або афоризмом. Символи адінкра часто використовуються на місцевих тканинах і керамічних виробах, що робляться і поширюються серед аканських народів в державах Гана і Кот-д'Івуар. Також ці символи часто зображаються на стінах або архітектурних спорудах як орнамент. Символи наносяться на тканину за допомогою штампів, вирізаних з дерева.
Серед народів ашанті символи користуються широкою популярністю і є частиною місцевої культурно-етнічної ідентичності.

### Ресурси Інтернету
- Вікісховище має мультимедійні дані за темою: Адінкра
- Adinkra Symbols
- Adinkra Symbols of West Africa
- Adinkra Symbols at About.com
- ADINKRA — Cultural Symbols of the Asante people
- Adinkra Symbols [Архівовано 5 грудня 2019 у Wayback Machine.]
- Black Renaissance Man/Adinkra Symbols [Архівовано 21 серпня 2007 у Wayback Machine.]
- Adinkra Stamps and their Meanings
- Akan Cultural Symbols Project
- Adinkra Symbols Library Project [Архівовано 23 грудня 2012 у Wayback Machine.]
- Adinkra in Ntonso-Ashanti, Ghana [Архівовано 8 квітня 2017 у Wayback Machine.]
- Adrinkra symbols and meanings in Spanish Africanidad.com [Архівовано 28 березня 2017 у Wayback Machine.]